# تيم فيسر
تيم فيسر (بالهولندية: Tim Visser)‏ هو لاعب اتحاد الرغبي هولندي، ولد في 29 مايو 1987 في زيفولده في هولندا.

## وصلات خارجية
- تيم فيسر على موقع دوري الرغبي الممتاز (الإنجليزية)
- تيم فيسر عل موقع إسبنسكروم (الإنجليزية)
- تيم فيسر على موقع ItsRugby.co.uk (الإنجليزية)